# Liga Costarricense de Primera División 2016/17
Het 2016–2017 seizoen in de Liga Costarricense de Primera División was de 96ste editie van de hoogste voetbalcompetitie in Costa Rica. Het seizoen werd opgesplitst in een Campeonato Invierno (16 juli–13 november) en Campeonato Verano (7 januari–16 april). Deportivo Saprissa won onder leiding van trainer-coach Carlos Watson in de eerste seizoenshelft de 33ste landstitel uit de geschiedenis van de club. In zowel de reguliere competitie als de nacompetitie eindigde Deportivo Saprissa als eerste, waardoor een finale overbodig was. De club plaatste zich voor de CONCACAF Champions League 2017/18.

## Campeonato Invierno

### Reguliere competitie
| №  | Club                      | WG | W  | G | V  | DV | DT | +/– | Punten |
| -- | ------------------------- | -- | -- | - | -- | -- | -- | --- | ------ |
| 1  | Deportivo Saprissa        | 22 | 15 | 4 | 3  | 52 | 19 | +33 | 49     |
| 2  | CS Herediano              | 22 | 12 | 8 | 2  | 44 | 24 | +20 | 44     |
| 3  | LD Alajuelense            | 22 | 12 | 3 | 7  | 31 | 20 | +11 | 39     |
| 4  | Santos de Guápiles        | 22 | 10 | 5 | 7  | 30 | 27 | +3  | 35     |
| 5  | CS Cartaginés             | 22 | 8  | 9 | 5  | 35 | 31 | +4  | 33     |
| 6  | Limón FC                  | 22 | 9  | 4 | 9  | 22 | 39 | –17 | 31     |
| 7  | AD Carmelita              | 22 | 7  | 5 | 10 | 22 | 33 | –11 | 26     |
| 8  | Municipal Pérez Zeledón   | 22 | 6  | 6 | 10 | 26 | 27 | –1  | 24     |
| 9  | Belén FC                  | 22 | 6  | 5 | 11 | 28 | 38 | –10 | 23     |
| 10 | Universidad de Costa Rica | 22 | 5  | 7 | 10 | 31 | 38 | –7  | 22     |
| 11 | Municipal Liberia         | 22 | 4  | 7 | 11 | 27 | 34 | –7  | 19     |
| 12 | AD San Carlos             | 22 | 4  | 5 | 13 | 16 | 34 | –18 | 17     |

### Nacompetitie
| № | Club               | WG | W | G | V | DV | DT | +/– | Punten |
| - | ------------------ | -- | - | - | - | -- | -- | --- | ------ |
|   | Deportivo Saprissa | 6  | 4 | 1 | 1 | 11 | 4  | +7  | 13     |
| 2 | CS Herediano       | 6  | 3 | 2 | 1 | 12 | 4  | +8  | 11     |
| 3 | LD Alajuelense     | 6  | 1 | 2 | 3 | 7  | 12 | –5  | 5      |
| 4 | Santos de Guápiles | 6  | 1 | 1 | 4 | 4  | 14 | –10 | 4      |